# Pronau

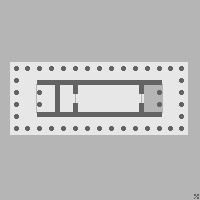
Plano de um templo com o pronau em destaque (área escurecida).

Pronau (em latim: pronaus; em grego: πρόναος; romaniz.: prónaos) era a antecâmara no templo grego que antecedia o nau e que se transformava mais tarde no nártex, parte do mégaro.